# Spitzberg (Tübingen)
Der Spitzberg (auch Hirschauer Berg genannt) bei Hirschau ist ein 475,4 m ü. NHN hoher und insbesondere in seinen Hochlagen bewaldeter Keuper-Höhenrücken am Rand des Neckartals bei Tübingen im baden-württembergischen Landkreis Tübingen.

## Geographie

### Lage
Der Spitzberg ist dem bergigen Waldgebiet Schönbuch wenige Kilometer südlich vorgelagert und erstreckt sich in West-Ost-Richtung zwischen dem Rottenburger Stadtteil Wurmlingen und der Universitätsstadt Tübingen. Er ist 3,5 km lang und 1,5 km breit. An seiner Südwestflanke liegt der Tübinger Stadtteil Hirschau, so dass der Spitzberg dessen Hausberg ist.
Nördlich vorbei am Spitzberg fließt im Übergangstal zum Schönbuch in West-Ost-Richtung der westliche Neckar-Zufluss Ammer. An der Südflanke des Bergs entspringt der Tiefenbach, ein 1,5 km langer, linksseitiger Neckar-Zufluss.
Auf einem Südostsporn des Spitzbergs liegt die abgegangene Ödenburg (407,3 m).
Der östliche Ausläufer des Spitzbergs bildet den Tübinger Schlossberg, auf ihm stehen der Bismarckturm und Schloss Hohentübingen.

### Naturräumliche Zuordnung
Der Spitzberg gehört in der naturräumlichen Haupteinheitengruppe Schwäbisches Keuper-Lias-Land (Nr. 10), in der Haupteinheit Schönbuch und Glemswald (104) und in der Untereinheit Schönbuch (104.1) zum Naturraum Tübinger Stufenrandbucht (104.10).

## Geologie
Der oberflächennahe geologische Untergrund wird von den Tonsteinen des Gipskeupers (Grabfeld-Formation), der Unteren und Oberen Bunten Mergel sowie den Sandsteinpaketen des Stubensandsteins gebildet. Der Spitzberg ist oben abgeflacht. Sein Plateau ist eine Schichtfläche, die vom Stubensandstein gebildet wird. Auf ihr ist ein Verwitterungsrest der Tonsteine des Knollenmergels übrig geblieben. Die über Knollenmergel entwickelten Tonböden sorgen vielfach für Staunässe.
Die südexponierten Hangbereiche fallen steil zum Neckartal ab. Die Keuperschichten tauchen dort unter die alluvialen Flussschotter und Auenlehme des Neckars ab. Die Nordhänge zum Ammertal hin fallen flacher ein. Insbesondere von Süden her greifen mehrere Klingen in den morphologisch harten Stubensandstein ein. Sie entwässern in den Tiefenbach.

## Fauna, Flora und Schutzgebiete
Aufgrund seiner Artenvorkommen war der Spitzberg bereits früh ein wichtiges Exkursionsgebiet für die in Tübingen ansässigen Botaniker. Er gehört zu den floristisch, aber auch faunistisch am besten untersuchten Gebieten in Baden-Württemberg. Allein über 1200 Farn- und Gefäßpflanzensippen wurden dort seit Beginn seiner floristischen Erforschung nachgewiesen. Auch verschiedene Pflanzengesellschaften wurden erstmals am Tübinger Spitzberg beschrieben. Zudem sind bereits über 1300 Käferarten vom Spitzberg bekannt.
Auf dem Spitzberg liegen Teile des Landschaftsschutzgebiets „Spitzberg“ (CDDA-Nr. 324721; 1967 ausgewiesen; 4,6386 km² groß). Ein kleiner Teil des Südhangs ist aufgrund seiner Artenvielfalt als Naturschutzgebiet (NSG) „Spitzberg-Ödenburg“ (CDDA-Nr. 165616; 1990; 9,93 ha) ausgewiesen und Teile des Südwesthangs als NSG „Hirschauer Berg“ (CDDA-Nr. 81885; 1980; 22,2 ha). Beide NSGs sind auch als Fauna-Flora-Habitat-Gebiet „Spitzberg, Pfaffenberg, Kochhartgraben und Neckar“ (FFH-Nr. 7419-341; 8,5349 km²) ausgewiesen. Auf dem Bergen liegen auch Teile des Vogelschutzgebiets „Schönbuch“ (VSG-Nr. 7420-441; 153,6203 km²).
Um die Verbuschung und Wiederbewaldung der seltenen Pflanzenstandorte zu verhindern werden nach Maßgabe eines Pflegeplans Pflegemaßnahmen durchgeführt. Die Mahd erfolgt unter der Regie der Oberen Naturschutzbehörde beim Regierungspräsidium Tübingen.

## Weinbau

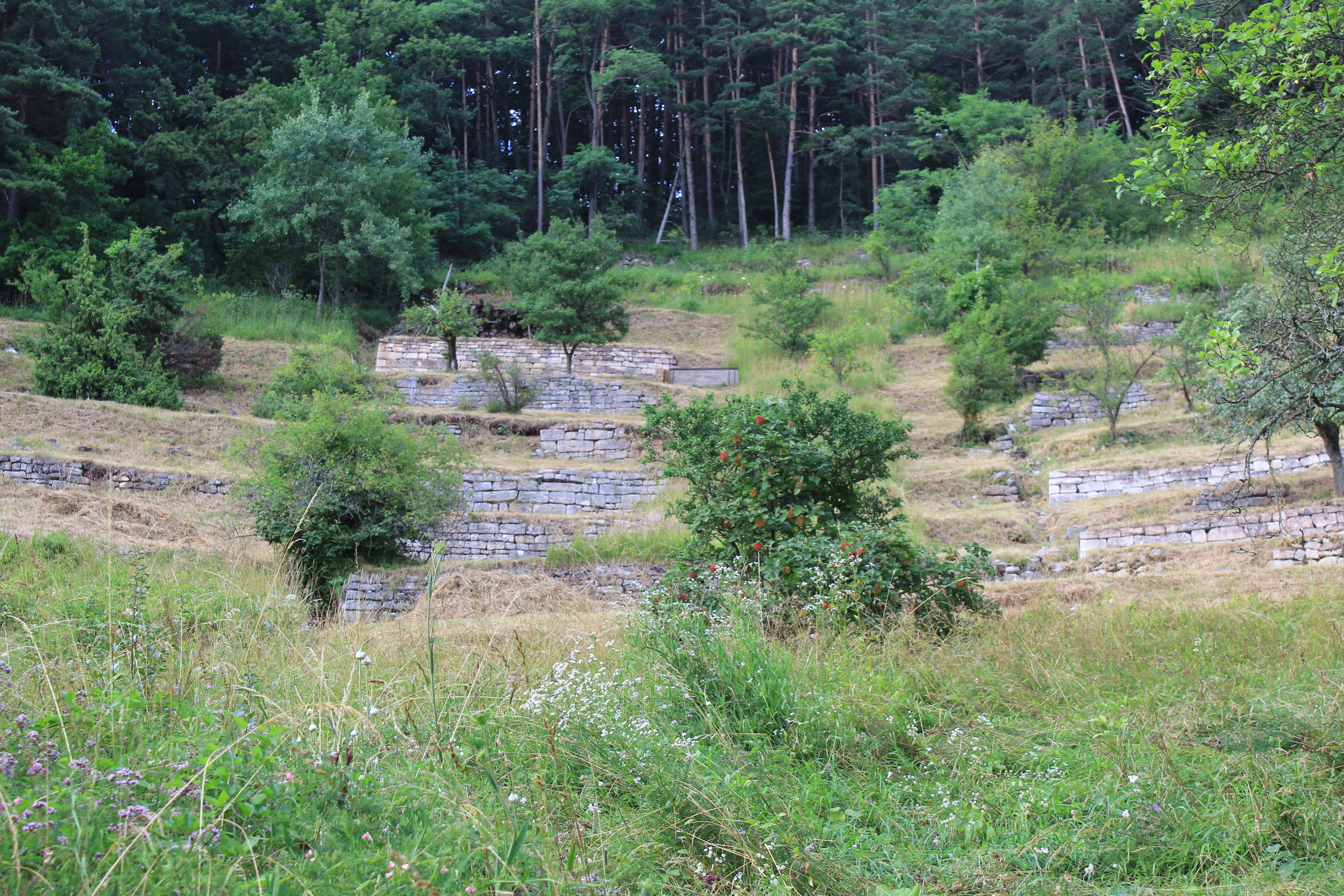
Hangterrassen am Spitzberg bei Hirschau

Der Spitzberg ist auf Grund der Steilheit seiner Hänge und der Kargheit der über Gipskeuper und Stubensandstein entwickelten Böden mit Wald bestockt. Die sonnenbegünstigten Südhänge wurden jedoch lange Zeit von den Tübinger Weingärtnern – den sogenannten Gôgen – als Weinberge genutzt, fielen allerdings seit Ende des 19. Jahrhunderts fast vollständig brach. Geblieben sind zahlreiche Hangterrassen und Staffeltreppen, Obstbäume, die in ehemaligen Weinbergsparzellen gepflanzt wurden, sowie alte Wengerter-Hütten, die schon von weitem sichtbar sind.

## Freizeit
Auch als Naherholungsgebiet spielt der Spitzberg eine Rolle. Der auf dem Plateau entlang führende Kapellenweg wird von Spaziergängern, Wanderern, Joggern und Radfahrern genutzt. Ein beliebtes Ausflugsziel ist die auf dem Kapellenberg (474,4 m; auch Wurmlinger Berg genannt) westlich des Spitzbergs stehende Wurmlinger Kapelle. Im Osten des Spitzbergs befindet sich bei Schwärzloch (Schwärzlocher Hof) ein Ausflugslokal. Vom Taubenloch bei Hirschau ergeben sich schöne Ausblicke auf das Neckartal und die nähere Umgebung. Über den Spitzberg führt der 2012 eröffnete, 42 km lange Themen-Rad- und Wanderweg Literatur-Tour. Auch der im Oktober 2010 eröffnete Ludwig-Uhland-Liederpfad führt über den Berg. Am Bergfuß befand sich von 1907 bis 1919 der privat betriebene Tiergarten Tübingen.